# 破壞神瑪谷
《破壞神瑪谷》（日语：破壊神マグちゃん）是日本漫畫家上木敬創作的少年漫畫。自《週刊少年Jump》2020年29號起開始連載，至2022年10號連載結束。完結後於《Jump GIGA》刊登番外篇。
本作為上木敬的初次連載作品，作品前身為《Jump GIGA》2019 SUMMER vol.3上刊載的同名短篇。內容為喜劇風格，被稱為「Jump當中的綠洲」、「克蘇魯神話與搞笑漫畫的結合」。2024年3月，在《學習Jump》上刊登以納普塔古為主角的短篇學習漫畫。

## 故事大綱
來自異界、被混沌教團召喚而來的破壞神「瑪谷·梅奴耶古」遭到了聖騎士團的封印。時光流逝，現代的中學女孩宮薙流流意外解開了封印，然而瑪谷因長久封印而弱化，縮小到可以用手掌捧起的大小。被流流撿回家飼養的瑪谷，為了增加信徒（朋友）、擊退襲來的聖騎士而開始了在現代社會的生活。

## 登場人物

### 主要角色
瑪谷·梅奴耶古
在邪神當中也備受畏懼的第一柱，「『破滅』的瑪谷·梅奴耶古」，又號「破壞神」。流流替其取的愛稱為「小瑪谷」（マグちゃん）。
在600年前被聖騎士團封印進寶珠當中，脫離封印後肉體大幅度弱化，變成了類似粉紅色章魚吉祥物般的可愛模樣。
將人類視為下等生物，說話口吻傲慢自大，但實際上能夠聽進去人類的意見，進而學習並改善自己的行為。感性獨特，使用偏向黑暗與混沌的詞彙。進食時會敘述自己對食物的感想，但由於使用的詞彙太陰暗而總是被流流吐槽。
能夠使用權能「破滅眼光」，從眼睛發射出毀滅光束。此外也能用身體的一部分製造出分身。喜歡吃納豆，能夠將吃下去的食物轉換為能量，透過進食能快速回覆傷勢，但若吃得太多則會引發能量暴走並自爆。
脫離封印後，對於既不害怕也不崇敬自己的人類少女流流產生興趣，進而開始了與流流的同居生活。長期目標是透過進食回復因封印而衰弱的肉體，以及招收信奉自己的使徒。為了這個目的將流流小學時使用的朋友簿改名為「破滅使徒血盟之書」並拿來使用，每當見到新出現的人類與高位存在時就會要求對方簽名，認為在書上簽下名字的人都是自己的使徒。隨著故事發展，與流流之間的羈絆也越發深厚。
宮薙流流
居住在海邊鄉村小鎮的中學少女，天真無邪且心地善良。第一人稱為「我」或「小流流」。
父親在很小的時候便過世，母親到海的另一側去工作，平時房子裡只有自己一個人住。目前與瑪谷同居中。
奉行著「比起吵架還是友好相處會更簡單」的信條，對於初次見面的邪神們也能毫不畏懼的互動。對於闖禍的邪神會用繩子將祂們吊起來處罰，即使是繆斯卡或烏涅拉斯也不例外。

### 高位存在
來自異界、600年前被混沌教團召喚而來的存在，將人類視為下等生物。六柱「混沌邪神」在600年前遭到了聖騎士團的封印，只有烏涅拉斯是本體被捕捉而未遭封印。
高位存在理論上不會死亡，只有掌握『破滅』權能的瑪谷有能力完全消滅掉高位存在。
猶皮蘇斯
混沌邪神的第二柱，「『永遠』的猶皮蘇斯」。流流替其取的愛稱為「猶皮」（ユッピー）。 外型像是水藍色水母的吉祥物，擁有巨大的雙手，體型相較其他邪神更為龐大。
透過權能「永遠抱擁」能夠自由操作時間，可以將時間倒轉、建立時間輪迴、跳躍到其他時空等等。受傷時可以透過將時間倒轉來讓傷害無效化。
實為本作旁白。為了實現流流無意間說出的願望「這樣和平的日子希望能一直持續下去」而建立了時間輪迴，將人類與邪神們一直困在同一天，最後在與流流溝通後解開了時間輪迴。其後跳越時空回到第1話剛開場時的時間點，作為旁白觀測流流與瑪谷的生活。
說話語氣認真正經，常使用古風的用詞。但從拍照時會用手比YA、使用愛稱「猶皮」來作為自己的第一人稱、作為旁白時替納普塔古取了各式各樣綽號等情況來看，性格上其實也有愛玩不正經的一面。
繆斯卡
混沌邪神的第三柱，「『命運』的繆斯卡」，又號「預言者」。流流替其取的愛稱為「繆大人」（ミュっさま），但本人討厭被人類取綽號。
唯一擬態成人類姿態出現的邪神，外型像是套著烏賊形象邪教長袍的少年。原本的模樣則類似於克蘇魯神話中的哈斯塔。
能夠使用權能「命運調律」干涉因果，將「有可能」會發生的偶然催化為「必定」會發生的事件。但該事件的可能性為0時便無法起作用。
是混沌教團的實際領導者，目標是整合瑪谷等其他邪神，消滅礙事的聖騎士團並由高位存在來支配世界。利用自己的權能比誰都要早脫離封印，經過長時間的養精蓄銳讓肉體與權能都回到了從前的水準。然而由於作品本身的調性過於和平日常，實際上並沒有什麼表現機會。隨著相處時間的增加，也開始會被流流等人耍得團團轉。
在第50話中向瑪谷發起決戰，最後落入烏涅拉斯的陷阱並慘遭再度封印，變成了類似黃色烏賊吉祥物般的可愛模樣。
烏涅拉斯
混沌邪神的第四柱，「『事理』的烏涅拉斯」。愛稱為「烏涅小姐」（ウネさん）。外型像是海天使的吉祥物，但擁有女性的頭部。
能夠使用權能「事理脈動」，製作聖劍、封印寶珠等魔道具。另外也擁有空中漂浮、製造分身、將身體轉化為液態等其他能力。
在600年前被聖騎士團捕捉，是唯一沒被封印的邪神。也因此非常了解現代文化，會使用「好萌」、「箱推」等用語，在日常生活中也頻繁地Cosplay扮裝成各種角色。實際上是由於太喜歡人類而主動倒戈到了聖騎士方，利用自己的權能替聖騎士團打造出各種武器及關鍵的封印寶珠，對其他邪神而言是最大的罪魁禍首。在600年前將「事理之血」分給了最初的聖騎士，使聖騎士及其後代得到能與高位存在戰鬥、使用魔法的資質，可說是所有聖騎士「母親」一般的存在。由於超喜歡人類文化，與討厭人類的繆斯卡生性不合，互相看對方不順眼。
本體被關在聖騎士團本部。平時的吉祥物模樣是她偷溜出來的分身。為了幫助聖騎士，600年來過度使用權能，本體也已經衰弱許多，不比全盛期。
納普塔古
混沌邪神的第五柱，「『瘋狂』的納普塔古」。愛稱為「納普塔君」（ナプタくん）。
脫離封印後肉體大幅度弱化，變成了類似黃綠色海星吉祥物般的可愛模樣。被封印前的模樣類似克蘇魯神話中的奈亞拉托提普。
能夠使用權能「瘋狂咆哮」，透過聲音介入精神、支配其他生命體。第一人稱為「我輩」。性格好大喜功，常因自作聰明而吃盡苦頭。
脫離封印後向瑪谷發起決鬥，但被對方輕易擊敗。之後被藤澤家收留並開始在餐館內打工。認為只要精進廚藝、做出美味的料理便能拉攏流流成為眷屬。之後更是發展出對於料理的純粹愛好，休閒時間與打工拿到的薪水都投入在了料理上。
諾絲-科許
混沌邪神的第六柱，「『夢幻』的諾絲-科許」，又號「夢之皇神」。愛稱為「諾絲公」（ノス公）。
脫離封印後肉體大幅度弱化，變成了類似花朵吉祥物般的可愛模樣。性格慵懶怕麻煩，甚至懶得離開封印，必須透過飲用能量飲料來維持幹勁。第一人稱為「妾身」。
能夠使用權能「夢幻芳香」，是專精於催眠術與幻術的能力，足以廣範圍催眠人類並扭曲他們對現實的常識認知，但對上位的邪神沒什麼效果。
在繆斯卡的幫助下脫離封印，雖然替祂效力但卻毫無幹勁，最後被伊茲瑪等人擊倒。之後因緣際會下被藤澤家收留，與藤澤鏻一拍即合，稱呼她「阿鏻」（お鏻）。
宗澤-格
無位的存在，「『暗澹』的宗澤-格」。是與瑪谷等邪神同樣來自異界，卻沒有得到「位階」的存在。
300年前才被聖騎士團封印，受到繆斯卡的權能影響而提早脫離封印。脫離封印後肉體大幅度弱化，變成了類似黑色刺冠海膽吉祥物般的可愛模樣。被封印前的模樣類似克蘇魯神話中的賽伊格亞（Cyäegha）。
能夠使用權能「暗澹荊棘」，碰觸到荊棘的人、邪神皆會被激發出內心深處的真實感情，進而陷入強烈的負面思考。性格也同樣自卑陰沉，害怕各種事物，時常掛著眼淚。對下等生物（人類）也會使用敬語。
古-拉
無位的存在，「『金剛』的古-拉」。是與瑪谷等邪神同樣來自異界，卻沒有得到「位階」的存在。
脫離封印後肉體大幅度弱化，變成了類似紅色饅頭蟹吉祥物般的可愛模樣。能夠使用權能「金剛顎門」，強化自己的肉體，也能將蟹鉗的形狀變化為各種方便的工具。
性格狂妄自大，認為自己明明比瑪谷等邪神都強，卻拿不到位階這點很奇怪。同時也是個單純率直的笨蛋，容易聽信他人的話。
尼尼唧
無位的存在，「『亞空』的尼尼唧」。是與瑪谷等邪神同樣來自異界，卻沒有得到「位階」的存在。外型像是白色花園鰻的吉祥物，有著小小的翅膀。數量為複數，是多頭一體的存在，有時會用「我們」當第一人稱。
能夠使用權能「亞空幽門」，在去過的地點設置「幽門」，並透過張開幽門進行空間跳躍。幽門的傳送人數沒有上限，但由於必須事先到達該地點設置幽門，憑尼尼唧自己是沒辦法進行前往未知地點的長距離傳送的。
性情輕薄、處事圓滑而沒有自尊，雖然擔任聖騎士團的斥侯及新人輔佐，但卻也同樣願意幫助邪神這一邊，自稱是「所有人的同伴」。
修羅-席摩
無位的存在，「『忘卻』的修羅-席摩」。是與瑪谷等邪神同樣來自異界，卻沒有得到「位階」的存在。愛稱為「修羅氏」（シュロ氏）。
外型像是象牙色海豬的吉祥物，第一人稱為「老夫」，給人年長者的感覺。能夠使用權能「忘卻霜雪」吞食對手的記憶，將對手變成笨蛋，但自己卻也會受到權能影響而一起變成笨蛋。
僅在最終話登場，在官方Twitter的作者塗鴉中偶爾會與其他邪神一同出現。在繆斯卡與混沌教團的幫助下脫離封印，使用權能惹出風波後，最終與瑪谷和繆斯卡一同被流流用繩子吊起來教訓。

### 下等生物（人類）
藤澤 鍊
流流的青梅竹馬，性格彆扭的青春期少年，相當在意流流的事。
納普塔古的友人（飼主）。家裡是開餐館的，因此也擅長各種家庭料理。是教導納普塔古廚藝的師父。
藤澤 鏻
藤澤鍊的姊姊，高中生。情緒起伏很低，總是一副懶洋洋的模樣，但實際上很擅長照顧人。
收留無處可去的納普塔古，讓他到自己家來打工，教他如何在餐館工作。與流流也同樣是從小就認識，將弟弟單相思的感情看在眼裡，抱持著看好戲的心態。
喜歡冰棒，嘴裡老是叼著冰棒棍。將來的夢想是繼承家業，當餐館的店長。
伊茲瑪·如月
從外國來訪的16歲英俊少年。言行舉止如同普通的中二病患者，但實際上是繼承了聖騎士團血脈、如假包換的聖騎士。
性格光明磊落且單純易受騙，因為一直以來都在聖騎士團的秘境修行，極度缺乏下界的常識。為了監視瑪谷、保護流流而轉進流流等人的中學就讀，但因從未受過現代教育而在學習上吃盡苦頭。
與被關在聖騎士團本部的烏涅拉斯認識已久，持有她製作的聖劍，能夠使出放電、冰風暴等多種戰鬥招式。與烏涅拉斯的關係被流流形容為「叛逆期的小孩及其母親」。
尾瀨唯歌
流流的友人與學校同學，與桔梗是從小認識的兒時玩伴。神秘學研究會的部員。
身材嬌小，精神年齡很低，本人雖然沒有惡意卻時常做出帶給周遭他人困擾的行為，被瑪谷稱之為「惡童」。擅長爬樹與抓蟲。
由於性格純真、沒有負面思考，宗澤-格的權能對她完全無效。之後將宗澤-格當成寵物養在部室裡，稱之為「海膽助」（ウニ助）。
小深山桔梗
流流的友人與學校同學，與唯歌是從小認識的兒時玩伴。神秘學研究會的部員，招攬流流、鍊、伊茲瑪等人一同入部。
神秘學狂熱愛好者，超喜歡外星人、未確認生命體等神祕事物，被瑪谷稱之為「探求者」。
崇拜著「瑪谷大人」，時常想要切下它身體的一部分來做研究。與同樣被她視為未知生命體的古-拉感情很好，稱之為「古拉希」（グラッシー）。但對於烏涅拉斯則是由於「太過沾染人類文化」「缺乏神秘性」等理由而興趣缺缺。
閼伽村 奏
新生混沌教團的成員之一，以新進理化教師的身分被繆斯卡派來學校監視瑪谷等人。
戴眼鏡的年輕男子，教學上是個嚴格且不苟言笑的認真老師，但只要一提到邪神與聖騎士團的事就會性格大變，會高聲大笑並跳奇妙的祭祀舞蹈。
超喜歡邪神，尊敬著瑪谷與繆斯卡等人。對待既是聖騎士又是學生的伊茲瑪則是會像刻意找碴一樣不停出作業給他，但其實只是單純想讓他成績進步。擁有強烈教學熱忱，是個普通的好老師。
塞拉·如月
伊茲瑪的妹妹，聖騎士團的新人聖騎士，被聖騎士團派遣到愛倉町，奉命調查伊茲瑪與邪神們的生活情況，常與新人輔佐的尼尼唧一起行動。
與缺乏常識的伊茲瑪不同，擁有接近一般人的常識與感性，稱呼比自己年紀大的流流等人為「前輩」並使用敬語。似乎為了達成任務而努力學習過關於下界的知識。
有著雙馬尾、雙色髮及星星瞳孔的美少女，很在意自己的外貌與一般人類社會格格不入，故來到下界時會刻意使用魔法道具進行變裝。會因為做出與常識不符、引人注目的舉動而感到害臊。
宮薙淚依
流流的母親，從事醫療相關工作。性格與流流同樣缺乏緊張感，面對初次見面的瑪谷感想是「看起來很美味」。
在丈夫過世後，為了維持家庭經濟而前往薪水較高的海外工作，很偶爾才回家一次。因此每次回家流流都很開心，對流流而言是世界上最尊敬的人。
在第26話短暫回到家中住了幾天，被流流介紹給瑪谷認識。經過數天的相處後關係變得很好，向瑪谷提議可以透過結交朋友的形式來征服世界。
島津泰子
愛倉町商店街的酒吧老闆，精明幹練的老婦。在店裡養了一隻叫「小米亞」（ミアちゃん）的黑貓。
面對初次見面的奇怪生物也能當成客人好好招待，以年長者的身分聽瑪谷訴說煩惱並給予建議。

### 下等生物（邪神的眷屬們）
染血／染血的漆黑獵犬
柴犬的幼犬，被瑪谷撿回家並收為眷屬。瑪谷將其命名為「染血的漆黑獵犬」，通稱「染血」。
本來打算就這麼養在家裡，但後來發現牠其實是別人家走失的寵物。送回原本的家後依舊將瑪谷教的東西記在心裡，而「染血」這個名字也因為原主人尚未替牠命名，便就這麼沿用了。
大致能夠理解瑪谷的意思，會聽從瑪谷下的指示。一年後體型已經有所成長，在瑪谷與繆斯卡的決戰中大顯身手。
寄居蟹們／瘋狂大軍
納普塔古利用權能「瘋狂咆哮」收為眷屬的100隻野生寄居蟹。輪班工作制，平時會在沙灘和納普塔古打工的藤澤食堂之間往返，一般都會有5隻左右跟著納普塔古。
透過權能獲得了超出一般野生動物水準的智慧，能夠進行簡單的會話、幫忙端盤子倒水、甚至還學會用平假名寫字。說話的口吻與思考模式類似人類幼兒。
全員都崇拜著納普塔古，稱呼祂為「隊—長—」（りーだー）。總是替納普塔古著想，就算沒有特別指示也會主動幫助納普塔古。
鯊魚／海原的霸者
納普塔古利用權能「瘋狂的咆哮」收為眷屬的大白鯊，擁有遠超普通漁船的超巨大體型。是母鯊。
與寄居蟹們同樣獲得了智慧，也非常崇拜作為隊長的納普塔古。然而由於外表太可怕故被納普塔古單方面懼怕著。和同為眷屬的寄居蟹們關係很好。
鴿子／白翼搬運手
聖騎士團所屬的傳信鴿，同時也是烏涅拉斯的眷屬兼座騎。不會說人話，但同為動物的寄居蟹們能明確理解牠想表達的意思。
擁有超出普通動物的智慧，作為聖騎士團的一員也以騎士自居，性格心高氣傲，對烏涅拉斯以外的邪神很不客氣。
一般負責監視與通風報信，也能載著邪神或寄居蟹們四處移動。

## 創作背景
《破壞神瑪谷》是上木敬的初次連載作品。上木自2011年出道以來創作了五篇短篇漫畫，但都沒能成功在《週刊少年Jump》本誌上刊登，他的負責編輯門司於是要求他選擇一個自己喜歡的題材作為新作品的創作主題。喜歡《寶可夢系列》、《真·女神轉生 惡魔之子系列》、《徽章戰士》及《玩具戰爭》的上木決定創作一個以「小小生物夥伴」為主題的故事。
本作前身為2019年刊登於《Jump GIGA》2019 SUMMER vol.3上的同名短篇，並於2020年6月22日在《週刊少年Jump》上正式連載化。在短篇版《破壞神瑪谷》成功於《Jump GIGA》刊登後，編輯門司鼓勵上木將該短篇重製成一個可以投稿到《週刊少年Jump》上正式連載的版本，上木將連載版本的瑪谷畫得更為圓潤，並聽取編輯門司的建議，在故事裡加入了「破壞使徒血盟之書」的構想。連載版本最終在會議上被通過了。在此之前上木都使用「木下敬次」作為筆名，在正式連載化後更改為現名。上木對作品能通過連載會議感到意外，原先認為自己的作品會在單行本三卷左右就被腰斬，結果卻意外地有人氣。
故事裡經過的時間與現實相同。故事從流流中學二年級的夏天開始，在第39話中流流升上了三年級，現實時間正好也是日本的開學季。第49話作品連載滿一週年時，故事裡的時間也同樣經過了一年。
2024年3月15日，在Jump的學習刊物《學習Jump》（日语：勉タメジャンプ）2024vol.1上刊登了以納普塔古為主角的短篇《納普塔古的興奮刺激5000日圓豪遊計畫》（日语：ナプタークのわくわく5000円豪遊計画），故事描述納普塔古如何運用手上得到的5000日圓。由於是學習漫畫，故事設計成即使是未曾看過《破壞神瑪谷》的讀者也能夠理解。

## 宣傳
2022年6月3日發售的單行本最終卷書腰上，印有《境界觸發者》作者葦原大介對本作的推薦。

## 出版書籍
| 卷數 | 集英社 | 集英社        | 集英社                 | 東立出版社         | 東立出版社     | 東立出版社             |
| 卷數 | 副標題 | 發售日期      | ISBN                   | 副標題             | 發售日期       | ISBN                   |
| ---- | ------ | ------------- | ---------------------- | ------------------ | -------------- | ---------------------- |
| 1    |        | 2020年11月4日 | ISBN 978-4-08-882512-0 | 少女 宮薙流流      | 2022年8月12日  | ISBN 978-957-26-6586-2 |
| 2    |        | 2021年1月4日  | ISBN 978-4-08-882531-1 | 響徹學舍的混沌呼聲 | 2023年10月20日 | ISBN 978-957-26-6587-9 |
| 3    |        | 2021年3月4日  | ISBN 978-4-08-882578-6 |                    |                |                        |
| 4    |        | 2021年6月4日  | ISBN 978-4-08-882686-8 |                    |                |                        |
| 5    |        | 2021年8月4日  | ISBN 978-4-08-882733-9 |                    |                |                        |
| 6    |        | 2021年10月4日 | ISBN 978-4-08-882791-9 |                    |                |                        |
| 7    |        | 2022年1月4日  | ISBN 978-4-08-882880-0 |                    |                |                        |
| 8    |        | 2022年3月4日  | ISBN 978-4-08-883033-9 |                    |                |                        |
| 9    |        | 2022年6月3日  | ISBN 978-4-08-883095-7 |                    |                |                        |

## 反響
本作獲得下一部漫畫大獎2021的第15位。
在AnimeJapan2022年舉辦，由網友一人一票投出的「最希望動畫化的漫畫排行榜」中獲得第四名，是Jump系列漫畫曾獲得過的最高名次。

## 其他
2021年6月，作為連載滿一週年的慶祝企劃，官方舉辦第一次人氣投票並在Twitter創辦帳號，同時也宣布將推出首件官方商品「迷你瑪谷玩偶」。2021年7月19日，該商品於網站上架後1分鐘內便銷售一空，官方隨後宣布改用接單生產。
2021年12月，官方公布第一次人氣投票結果。該次投票總共集計了68819票，當中第1名的納普塔古獲得了19362票。相較同樣在《週刊少年Jump》上連載、同樣在網路舉辦第一次人氣投票的《咒術迴戰》集計了163066票，《不死不運》約集計了63000票，《夜櫻家大作戰》則集計了18445票。

## 腳註
1. ↑  東立單行本第1卷譯為「奇沙拉基」，但日文版後面進度會出現姓氏的漢字寫法「如月」。

## 外部連結
- 『破壊神マグちゃん』 - 集英社《週刊少年Jump》官方網站 （页面存档备份，存于）
- 『破壊神マグちゃん 公式PV』 - 集英社《週刊少年Jump》官方Youtube頻道
- 破壞神瑪谷的X（前Twitter）